# Cartero honorario

## Historial
Título honorífico que concede el organismo Correos de España a los que se hayan distinguido por su promoción del correo, en sus actividades. El título permite utilizar el uniforme del cuerpo de correos (sin sueldo) y el privilegio de franquicia postal con un matasellos propio, que certifica la condición de cartero honorario.

### Cartero honorario
En la historia de España, se ha concedido este título a siete personas, siendo el primero Mariano Pardo de Figueroa, Doctor Thebussem con fecha 20 de marzo de 1880. Los otros cinco son: Rafael Álvarez Sereix, en 1893; Camilo José Cela, en 1982; Ramón Carande, en 1985; Antonio Mingote, en 1998, Sofía de Grecia en 2013 y José María Cruz Novillo en 2019.